# Conão (patrício)
Conão (em latim: Conon) foi um oficial bizantino do século VII, conhecido apenas através de algumas inscrições que mencionam-o como patrício.